# 니콜라우스 쿠자누스

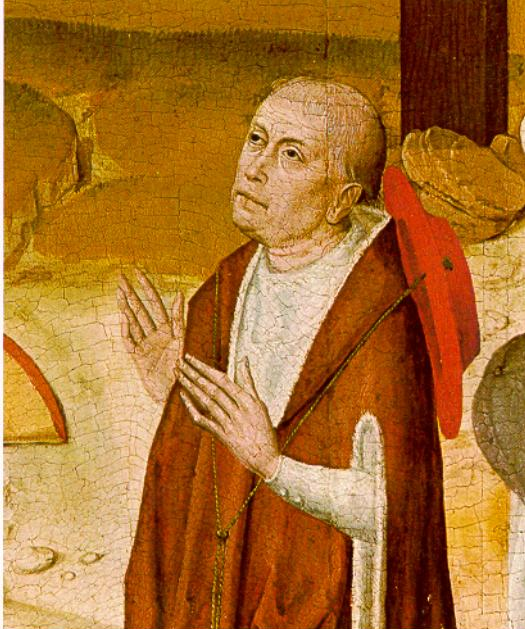
니콜라우스 쿠자누스

니콜라우스 쿠자누스(Nicolaus Cusanus,Nicholas of Cusa, 1401년~1464년) 또는 니콜라이 쿠잔스키(Nicolai Kusansky)는 독일의 철학자·신학자, 법학자, 그리고 광학자·수학자·천문학자이다. 근세철학의 선구적 사상가이며 성직자로서 교회개혁에 진력하였다.
쿠자누스의 사상은 신플라톤주의, 특히 프로클로스와 마이모니데스 등에 영향을 받은 것이었는데, 그의 사상은 아리스토텔레스의 목적론에 치명타를 준 예비적 작업임과 더불어 형식적인 논리학을 극복할 수 있는 학적 시원을 제공하였다고 평가받는다. 근세 철학사상의 사람들, 특히 브루노, 스피노자, 라이프니츠, 헤겔 등에게 영향을 주었으며, 종교 개혁가 마르틴 루터에게도 영향을 주었다.

## 사상
그는 당대 목적론과 주류 스콜라의 형이상학을 비판하였다. 그는 신을 자연 전체로 보았고, 자연의 운동이 곧 신의 운동으로서 능산적임을 강조하였다. 모든 사물에는 내인과 외인이 있는데, 외인은 내인의 필연적 결과물에 불과한 것이라 함으로써 결정론을 승인하였다. 그는 운동을 자연의 모순으로 파악하였다. 자연은 그 태초에 근원적인 모순을 지니고 있으며, 점차 그 모순이 동일성을 얻게 되고, 동일성을 얻게 된 모순이 이전의 대립이라는 규정을 소멸하고, 그에 걸맞는 대립물을 생성하여 운동을 하게 된다. 그는 이렇게 하게 근원적인 모순은 만물을 산출하였다고 하였는데, 가장 간단한 운동조차 대립물의 동일성 없이는 파악할 수 없다고 하였다. 그는 만물에 내재된 모순을 파악·그것을 통일하는 것이 신앙의 과제라고 하였다. 

### 자연의 능산적 운동
쿠자누스는 신플라톤 학파의 영향을 받아 중세의 아리스토텔레스적 스콜라 철학에 대해서는 비판적이었다. 이에 따라 사물 일반에 적용되는 목적인(目的因)을 부정하고, 자연이 그 자체로 능산적임을 강조하였다. 그의 견해에 따르면, 사물의 움직임과 변화, 정해져 있는 질량, 강도 등 수많은 성질은 그 목적인에 따른 것이 아니며, 그 자체의 능산적인 운동의 다양한 양태에 불과하다. 그는 사물 자체를 인식하기 위해선 수많은 과학적 추론이 동원되어야 한다고 보았다.

### 대립물의 동일성과 차별성
그는 '대립물(對立物)의 일치'를 주장하였다. 예를 들면 원의 직경을 무한히 연장시키면 직선이 되어 원과 직선이라고 하는 대립물이 일치하는 바와 같이, 무한자로서의 신에게서는 모든 모순이 통일된다고 하였다. 그러나, 한편으로 이러한 통일은 모순에 의한 대립이 없으면 성립 불가능하기에, 대립의 상존 속에서만 통일이 생성되고, 규정될 수 있다고 주장하였다. 이렇게 대립을 통해 만물의 구별이 생성되는데 이것이 차별성이다.
그는 통일과 대립이라는 끊임이 없는 동일 과정으로 설명될 수 있는 무한한 운동이, 자연의 능산적 성격을 증명한다고 보았다. 유한한 인간이 이와 같은 일치를 알지 못하는 것을 학문에 의하여 자각하는 것이야말로 '학문 있는 무지(無知의 知)'임에 틀림없는 것이다. 즉, 쿠자누스의 견해에 따르면, 신은 전(全) 우주의 운동 법칙과 다르지 않으며, 참된 지식은 그 운동 법칙을 인식하는 것을 통해서만 확립될 수 있다.

### 인식의 확장
그는 인식 단계를 감성적 단계, 오성적 단계, 이성적 단계로 나누었으며, 의식의 최고 단계는 이성적 단계라고 하였다. 그러나, 이성적 단계는 감성적 단계로의 하강이 없이는 공허한 것일 뿐이라고 주장함으로써, 이론이성과 현실 영역에로의 실천을 통일하려고 했다. 그는 수학적 추론 능력이 오성적 단계에 속한다고 보았는데, 수학적 논리는 아직은 형식적인 수준에서 벗어나지 못한, 감성과 이성의 경계에 놓여진 추상물에 불과하다고 보았다. 그는 수학적 연산 능력을 뛰어넘어야만 인식의 이성적 단계로 나아갈 수 있다고 보았다.

## 같이 보기
- 마이스터 에크하르트
- 조르다노 브루노